# Antonio Palacios Rojo
Antonio Palacios Rojo (Sevilla, 1971) es un director de cine y escritor andaluz. También ha firmado sus obras bajo el seudónimo Palacio Rojo.

## Reseña biográfica
Su ópera prima cinematográfica es el largometraje documental Los Negros (2022). Anteriormente, había dirigido cortometrajes como Emotistory (2009), premiado como Mejor Corto de Animación en la II edición del Festival La Boca Erótica. Otra obra corta, Salas S.A.L. (2011), fue exhibida en la Filmoteca de Cataluña, en el Film Forum del Lincoln Center (Nueva York, Estados Unidos) y en la sala del Sindicato de Directores, el Harmony Gold Theater (Los Ángeles, Estados Unidos). También se proyectó en la gala inaugural del MIX NYC en su 25 aniversario. Además fue seleccionada por la Fundación SGAE como uno de los cortometrajes incluidos en la muestra «SGAE en Corto: Cortos para un nuevo mileno», en la celebración de su aniversario en septiembre de 2022.
En 2010 crea el proyecto Mimeografías que se puede encuadrar dentro de la literatura generativa, una rama de la literatura electrónica.
Su obra literaria comenzó con El primer libro (2013), una novela dialogada que satiriza el uso de la Inteligencia Artificial en la creación artística.
Esta obra junto con títulos como El libro diario o El libro de las carcomas nacieron como ediciones no venales y limitadas, distribuidas a través del bookcrossing. Fragmentos de estos libros se incluyen en Yo Sombra (Círculo Rojo, 2018).  
Su poesía, ensayos y relatos han sido publicados en revistas europeas y americanas como Estación Poesía, Clarín, Letralia, El Coloquio de los Perros, Quimera, Inundación Castálida, Ariadna, Revista de Letras, Colofón y Pliego Suelto, entre otras. Parte de lo editado en estas publicaciones se incluyó en Los papeles del Norte (Editorial Almuzara, 2020), una antología en la que se mezclan reseñas, biografías, piezas teatrales, ensayos y cuentos. En Los mensajes de WAIF (Editorial Lemendu, 2020) se mezcla su obra fotográfica y poética.
Destaca en su producción fotográfica el proyecto La vida sentida (2022), una mirada al impacto ecológico en Las Marismas de Doñana a través de la historia de Plácido Rodriguez, uno de sus últimos pobladores.
En 2024 realiza el proyecto de arte digital Casa Quemada  , en el que mediante caminatas por zonas de Sevilla y Huelva afectadas por incendios, minería y asentamientos chabolistas agrícolas, explora el conflicto entre explotación tecnológica y conservación ecológica. El artista recorrió lugares seleccionados por su impacto visual en imágenes satélites, registrando los trayectos con datos GPS cuya información constituía la obra en sí. 

## Filmografía
- Emotistory  (Cortometraje animación, 2009)
- Salas S.A.L.  (Cortometraje experimental, 2011)
- Los Negros  (Largometraje documental, 2022)

## Obra literaria
- El primer libro (Smashwords, 2013)[13]
- Vos, Inocencia  (Estación Poesía, 2015)[14]
- Yo sombra  (Círculo Rojo, 2018)
- Epigramas inocentes (Fábula, 2019)[15]
- El agitador discreto (Revista de Letras, 2019)[16]
- Epistolario, de Margarita Xirgu (Revista Clarín, 2019)[17]
- Visión en rojo (Inundación Castálida, 2019)[18]
- Los Mensajes de WAIF (Editorial Lemendu, 2020)
- Magacín radiofónico (Revista Quimera, 2020)[19]
- Tus espejos velados (Primera Página, 2020)[20]
- Safo. Poemas y testimonios: sobre la sombra en las letras y en las traducciones (Pliego suelto, 2020)[21]
- Conoce a tu Llais (Sci-FdI, 2020)[22]
- El niño del Pozo Blanco (Almiar, 2020)[23]
- Los papeles del Norte (Editorial Almuzara, 2020)
- Una boda en Lyon (Visor Revista Literaria, 2021)[24]

## Arte Digital
- Mimeografías  (Literatura generativa, 2010)
- Casa Quemada  (Data Art, 2024)

## Distinciones
- Premio Internacional de Periodismo (Club Internacional de Prensa, 2022)[25]
- Nominación Mejor Dirección Novel (35 premios ASECAN, 2022)[26]
- Nominación Mejor Guión Adaptado (II Premios Carmen de la Academia de Cine de Andalucía , 2022)[27]